# 로렌초 펠레그리니
로렌초 펠레그리니(이탈리아어: Lorenzo Pellegrini, 1996년 7월 16일 ~ )는 이탈리아의 축구 선수로 현재 AS 로마에서 미드필더로 뛰고 있으며 2005년 로마에 입단 후 유소년 과정을 밟은 뒤인 2015년에 성인 무대 데뷔를 했다.